# Solec-Zdrój
Solec-Zdrój ([ˈsɔlɛt͡s ˈzdrui̯]) là một ngôi làng ở quận Busko, więtokrzyskie Voivodeship, ở miền trung nam Ba Lan. Đó là trung tâm của thị trấn (khu hành chính) được gọi là Gmina Solec-Zdrój. Nó nằm trên sông Rzoska ở Ba Lan lịch sử, khoảng 17 kilômét (11 mi)   về phía đông nam của Busko-Zdrój và 61 km (38 mi) phía nam thủ đô khu vực Kielce. Ngôi làng có dân số xấp xỉ 900, và cho đến năm 1974, tên chính thức của nó là Solec.
Tài liệu đầu tiên đề cập đến Solec đến từ nửa đầu thế kỷ 14, và tên của nó xuất phát từ các mỏ muối, được phát hiện trong khu vực của ngôi làng. Đến thế kỷ 15, nó đã là trụ sở của một giáo xứ Công giáo La Mã, bao gồm sáu ngôi làng khác. Đầu thế kỷ 16, Solec, vốn là tài sản của gia đình Tarnowski, được gia đình Zborowski mua lại. Trong cùng thời gian, ngôi làng đã bị thiêu rụi trong một cuộc đột kích Crimean Tatar của Lesser Poland và cư dân của nó đã bị giết hoặc bị bắt cóc. Solec dần hồi phục, bị lục soát và đốt cháy một lần nữa trong cuộc xâm lược thảm khốc của Thụy Điển ở Ba Lan. Sau chiến tranh Thụy Điển, ngôi làng đã ngừng tồn tại một thời gian.
Sau Thế chiến thứ hai, chính quyền Cộng sản Cộng hòa Nhân dân Ba Lan buộc phải quốc hữu hóa khu nghỉ dưỡng, sáp nhập nó với một thị trấn địa phương khác, Busko Zdroj, và tạo ra một công ty tên là Uzdrowisko Busko-Solec. Sau năm 1989, các chủ sở hữu hợp pháp đã tìm cách lấy lại tài sản của họ, và kể từ năm 2000, khu nghỉ dưỡng là tài sản của gia đình Daniewski và gia đình Dzianotta. Hiện tại, có 400 giường cho bệnh nhân và khu nghỉ dưỡng chữa khỏi bệnh thấp khớp, viêm xương khớp, dị ứng và viêm da. Hơn nữa, Solec Zdroj là điểm khởi đầu của một con đường du lịch màu đỏ, dẫn đến Busko Zdroj, và một điểm dừng dọc theo con đường màu xanh lá cây từ Wislica đến Grochowiska. Ngoài khu nghỉ dưỡng, ngôi làng còn có nhà thờ St. Nicholas, lần đầu tiên được đề cập vào năm 1326. Ngoài ra còn có một số ngôi nhà và biệt thự đầu thế kỷ 20.